# Большая Бизь
Большая Бизь (в верховье Старая Бизь) — река в России, протекает по Пермскому краю и Свердловской области. Устье реки находится в 387 км по правому берегу реки Сылва. Длина реки составляет 46 км.

## Притоки
- 1,6 км: Малая Бизь (лв)
- 20 км: Засольная (лв)
- 29 км: Ломовка (лв)

## Данные водного реестра
По данным государственного водного реестра России относится к Камскому бассейновому округу, водохозяйственный участок реки — Сылва от истока и до устья, речной подбассейн реки — Кама до Куйбышевского водохранилища (без бассейнов рек Белой и Вятки). Речной бассейн реки — Кама.
Код объекта в государственном водном реестре — 10010100812111100012319.